# Sâncel (Alba)
Sâncel (Alba) é uma comuna romena localizada no distrito de Alba, na região histórica da Transilvânia. A comuna possui uma área de 50.94 km² e sua população era de 2647 habitantes segundo o censo de 2007.